# João (protoespatário)
João (em grego medieval: Ἰωάννης; romaniz.: Ioánnes) foi oficial bizantino do século X. Segundo seu selo, a única fonte que menciona-o, foi catepano de Ras e protoespatário. Embora seja incerto, João foi identificado com o contemporâneo João, o Geômetra.